# Amfide
Een amfide is het belangrijkste reukorgaan van een rondworm. Elke amfide bestaat uit 12 sensorische zenuwcellen en met trilhaartjes bezette dendrieten. De amfiden zitten aan de basis van de lippen van een rondworm.

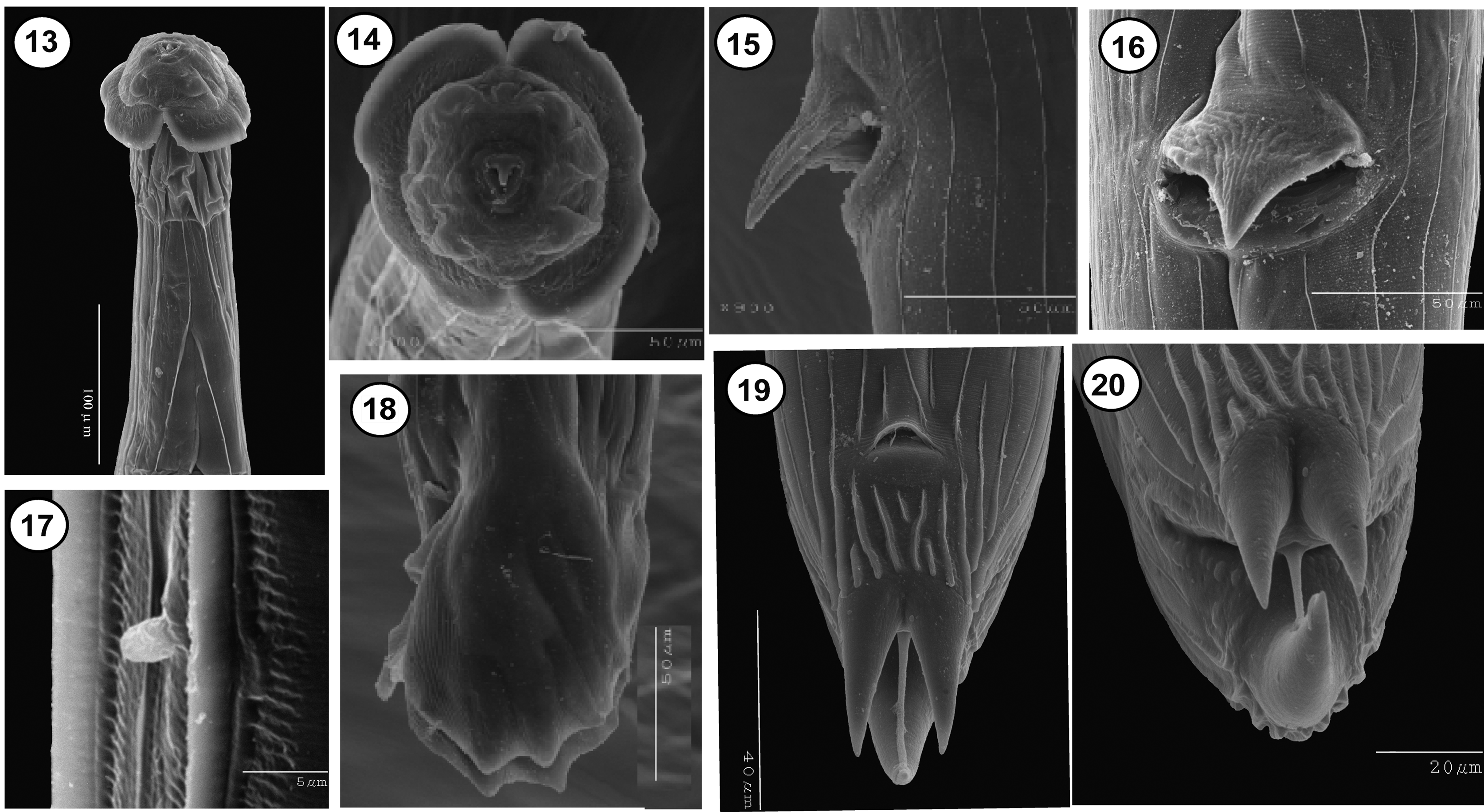
Lichaamsbouw van Torrestrongylus tetradorsalis. 14: Frontaalaanzicht met mondopening, papillen en amfide.
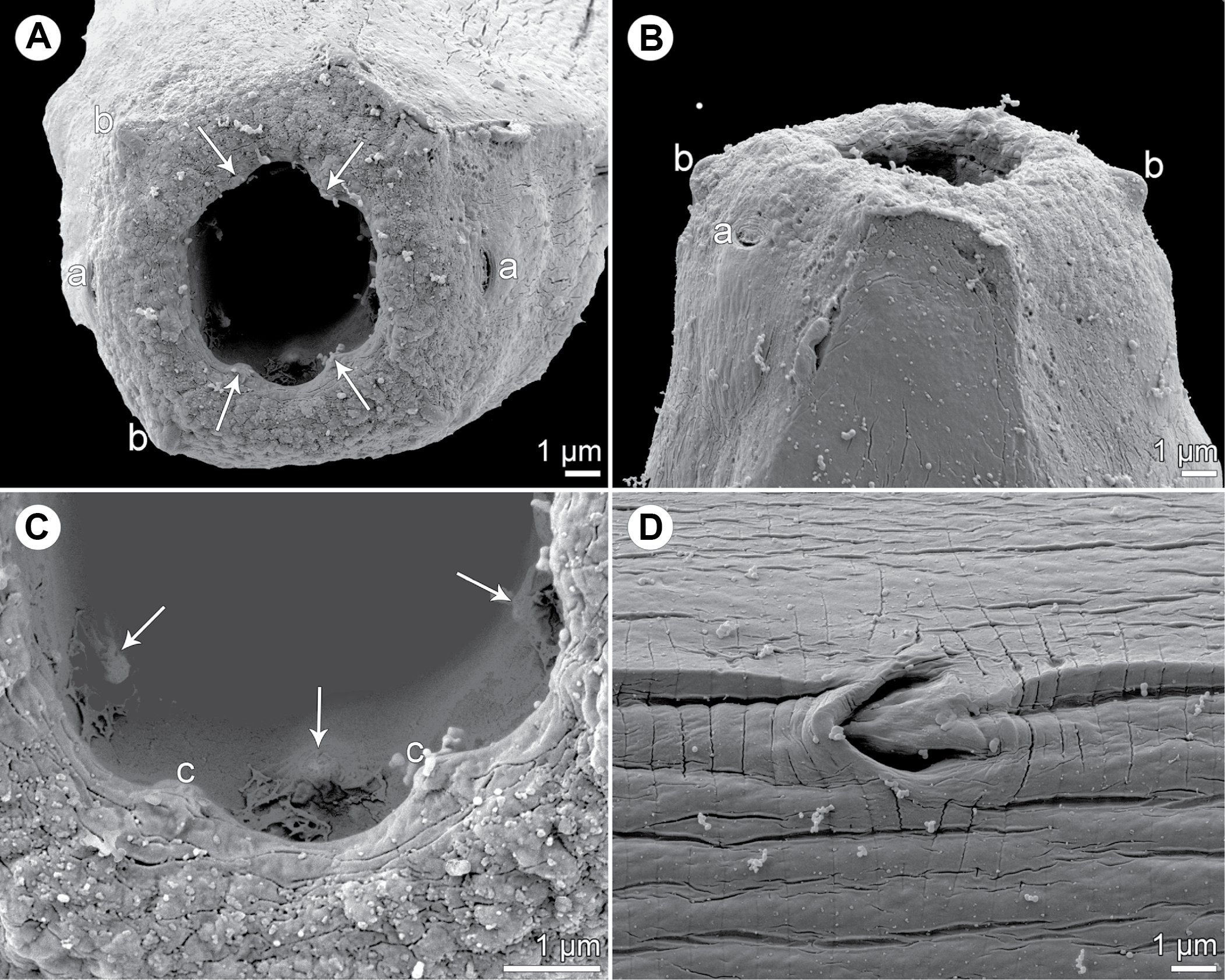
Johnstonmawsonia sp.-vrouwtje.  A, B: Mond. pijlen geven de onderlippen aan. C: Mond. pijlen geven de tanden aan. D: Excretie porie. a=amfide; b=papillen; c=sublabium (onderkaak).
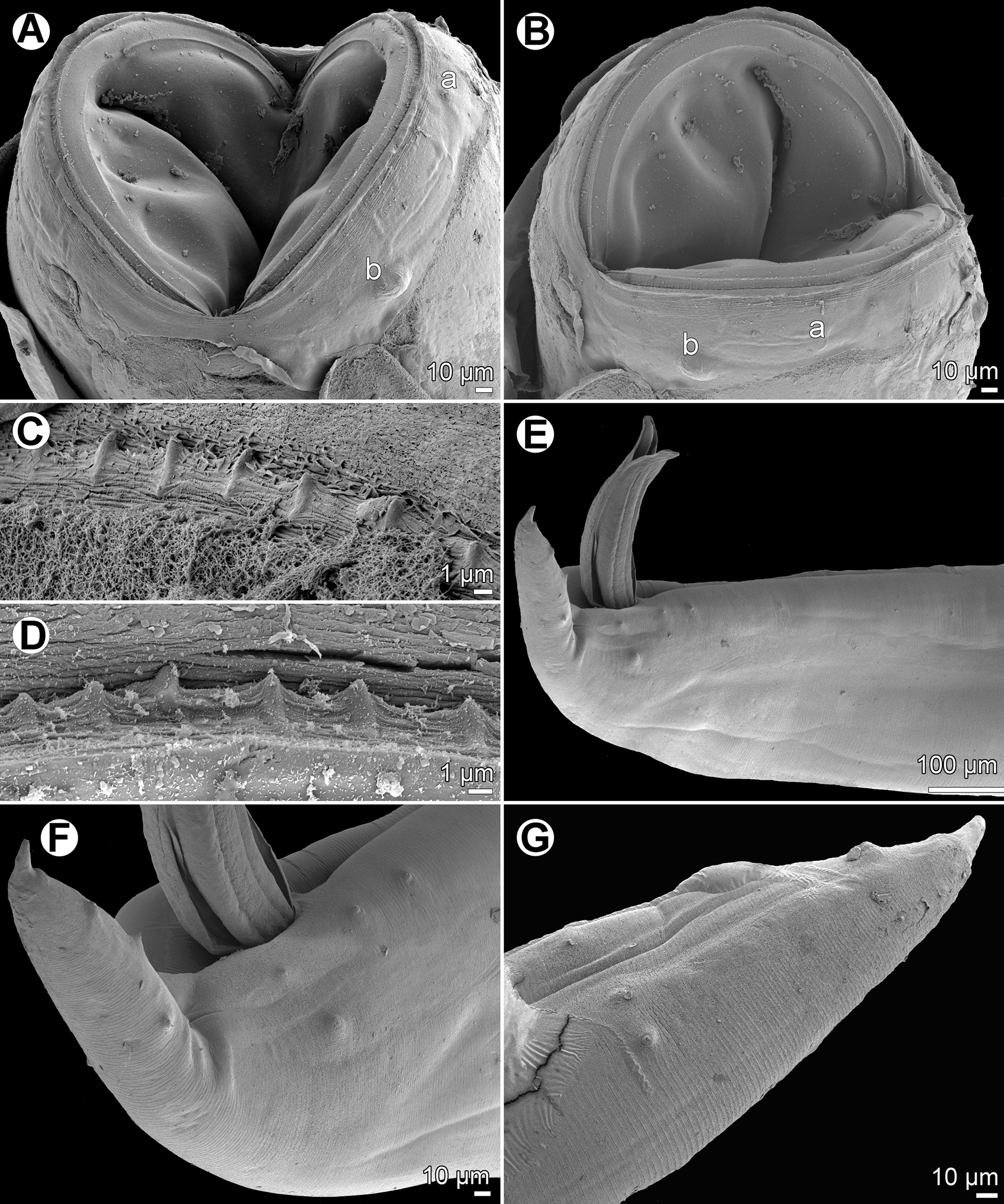
Cucullanus bulbosus. A en B: a=amfide, b=papil